# Tocópero
Tocópero – miasto w Wenezueli, w stanie Falcón.